# Hexorthodes trifascia
Hypotrix trifascia là một loài bướm đêm trong họ Noctuidae.